# 해리 크로스비

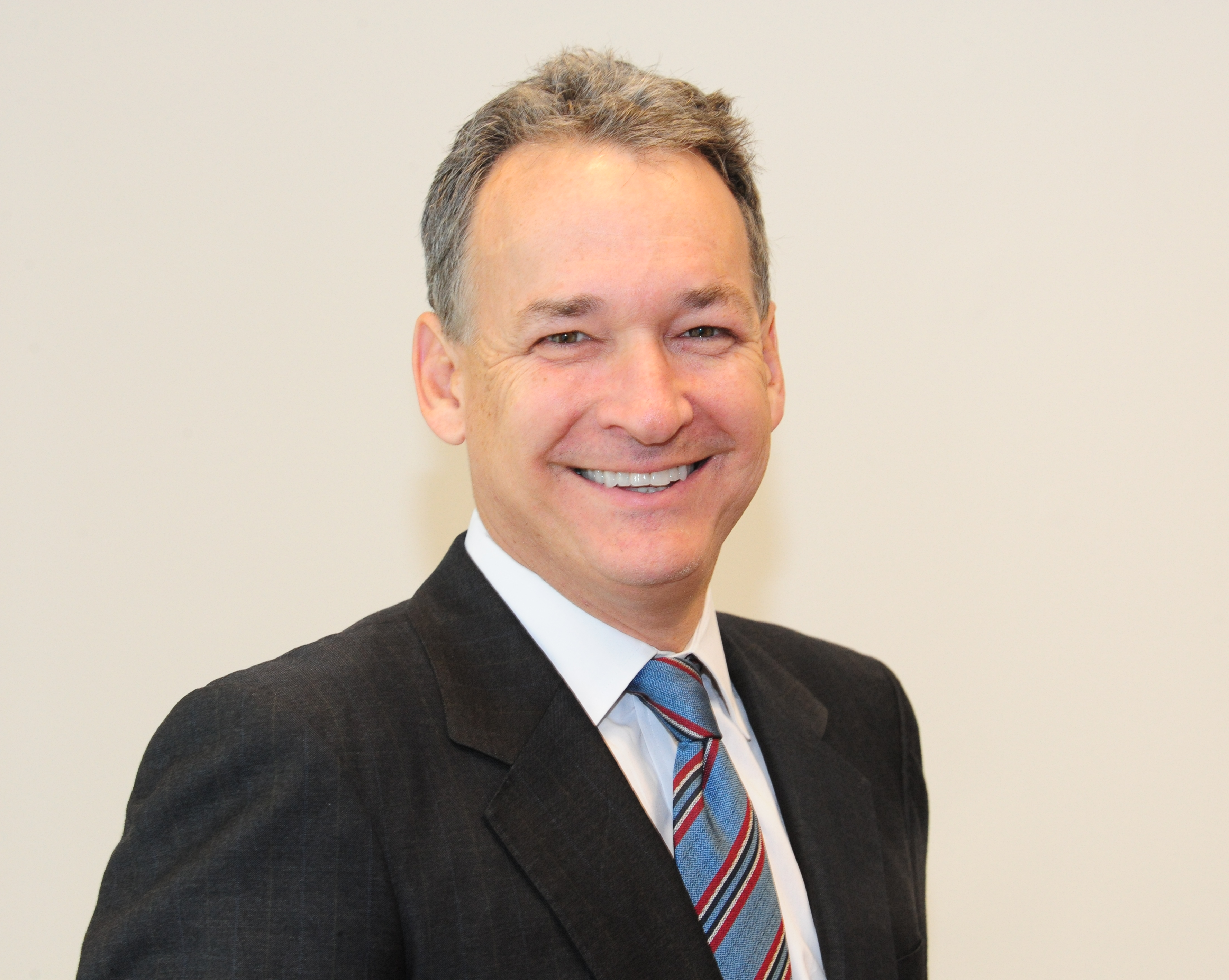

해리 크로즈비(영어: Harry Crosby, 영어 발음: /ˈkrɒzbɪ/, 1958년 8월 8일 ~ )는 미국의 가수, 배우이다.
할리우드에서 태어났다.

## 출연 작품

### 영화
- 13일의 금요일 (1980) - 빌 역
- 실패한 영웅들 (1981, The Private History of a Campaign That Failed)